# Siegfried Rauhut
Siegfried Rauhut (* 23. Dezember 1938 in Potsdam) ist ein ehemaliger deutscher Endurosportler.

## Sportlicher Werdegang
Siegfried Rauhut begann seine motorsportliche Laufbahn 1956 während seiner Lehre zum Kfz-Handwerker. Beim MC Potsdam fuhr er eine 125er RT. 1961 ging er – gemeinsam mit Lothar Schünemann – zum MC Dynamo Erfurt. Zunächst fuhr er dort auf MZ 175, wechselte aber bereits 1962 auf die 50-cm³-Simson.
1964 gewann er mit dem Simson-Quartett bei der Internationalen Sechstagefahrt in Erfurt die Internationale Silbervase. Gleichzeitig brachte er es fertig, punktbester Einzelfahrer aller Teilnehmer zu werden. Ein Jahr darauf war er wieder Mitglied des DDR-Silbervasen-Teams B. Bei der 40. Internationale Sechstagefahrt auf der Isle of Man war er einer von 18 Goldmedaillen-Gewinnern.
1964 und 1965 wurde Siegfried zweimal hintereinander DDR-Meister in der Klasse bis 50 cm³.
Nach der Saison 1965 übernahm den MC Dynamo Potsdam als Technischer Leiter und führte diesen bis 1990.